# Lungkollaps
Lungkollaps (pneumothorax, grekiska: pneumo, "luft", och thorax, "bröstkorg") är ett tillstånd då ena eller båda lungorna komprimeras till följd av luftansamling i lungsäcken.

## Orsak och sjukdomsmekanism
Tillståndet uppstår ofta spontant hos unga och friska utan känd lungsjukdom, men kan drabba alla åldrar med eller utan tydlig orsak. Tydliga orsaker inkluderar revbensbrott, lungor med emfysem, lungabscesser eller tumörer. Pneumothorax kan även uppstå sekundärt till mekanisk ventilation med övertryck i samband med intensivvård eller som komplikation efter.
Vid normal inandning skapar andningsmuskulaturen ett undertryck i lungsäcken som leder till att lungan utvidgas och drar in luft. Vid en pneumothorax har luft ansamlats i den i normalfallet sammanfallna lungsäcken. Det gör att lungan inte kan utvidga sig adekvat, vilket leder till försämrad ventilation samtidigt som trycket i lungvävnaden ökar, vilket kan försämra perfusionen av lungvävnaden.
Lungkollaps kan även ske i samband med dykning om man andas i dykapparat och sedan håller andan, så att luften i lungorna expanderar tills lungorna brister. Om lungan brister under vattnet kan luft pressas in i blodomloppet, vilket kan leda till allvarliga skador, förlamning eller döden. Det är dock enkelt att förebygga genom att andas kontinuerligt i dykapparaten och inte stiga för snabbt. Om man håller andan å andra sidan räcker det med att vara ½-1 m under vattnet med dykapparat för att lungorna ska kunna skadas. När man fridyker kan däremot inte luften i lungorna expandera mer än till sin ursprungliga storlek.

## Sjukdomsbild och behandling
Pneumothorax kan ge andfåddhet, bröstsmärta, ökad andningsfrekvens och förändrat andningsmönster med ökad användning av accessoriska andningsmuskler. Luftspalten kan även utstöta ”kluckade” ljud då hjärtat slår emot luftfickan. Diagnosen ställs med bröstkorgsröntgen.  Den drabbade kan beroende på luftspaltens storlek behandlas med dränage för att spänna ut lungsäcken mot bröstkorgen. Efter en tids behandling läker lungsäcken ihop med bröstkorgen ("går i vägg") och lungan kan fungera normalt igen.

## Ventilpneumothorax
Vid trauma kan en speciellt allvarlig typ av pneumothorax uppstå - ventilpneumothorax. I detta tillstånd verkar, exempelvis, en hudflik som backventil och pleuratrycket ökar med varje andetag. Detta är då livshotande eftersom lungan, och vid långvarigt tillstånd även blodkärl och hjärta, komprimeras, så att först gasutbytet i lungan upphör och senare, cirkulationskollaps uppstår. Den drabbade uppvisar försvårade tecken på dyspné, blir takykard och har svårt att prata. Andningsljuden på den drabbade sidan är minskade eller helt frånvarande. Utan korrekt behandling blir personer med ventilpneumthorax cirkulatoriskt instabila,  får  nedsatt medvetandegrad som slutligen resulterar i hjärtstopp. Ett sent symtom på ventilpneumothorax kan i vissa fall  vara trakeal deviation, där luftstrupen kan obeserveras som förskjuten från den skadade sidan mot den friska. Diagnos ställs utifrån den kliniska bilden.

### Behandling
Behandling vid ventilpneumothorax är en dekompression med en thoracocentsnål. Nålen som är en tjock kanyl förs in midklavikulärt i det andra interkostala rummet. Viktigt vid identifikation av instickspunkt är att första revbenet går under clavicula och att det andra revbenet är det första som man känner vid palpation. Därmed ska man sticka precis under det första revbenet man känner under clavicula. Vidare tar dekompressionen och reducerar trycket i lungan vilket möjliggör att vissa dela av lungan kan återfå en viss funktion. Efter dekompression läggs ett dränage in och bröstkorgen röntgas. 